# Final Battle (2009)
Pour les articles homonymes, voir Final Battle.
Final Battle 2009 est un pay-per-view de catch produit par la Ring of Honor (ROH), qui est disponible uniquement en ligne. Cet évènement se déroula le 18 décembre 2010 au Manhattan Center à Manhattan, dans l'état de New York. Ce pay-per-view est considéré comme l'un des plus gros succès de la fédération. C'est le 9e Final Battle de l'histoire de la ROH. C'est également le premier pay-per-view visible en direct par internet de l'histoire de la ROH.

## Contexte
Les spectacles de la Ring of Honor en paiement à la séance sont constitués de matchs aux résultats prédéterminés par les scénaristes de la ROH. Ces rencontres sont justifiées par des storylines - une rivalité avec un catcheur, la plupart du temps - ou par des qualifications survenues au cours de shows précédant l'évènement. Tous les catcheurs possèdent un gimmick, c'est-à-dire qu'ils incarnent un personnage face (gentil) ou heel (méchant), qui évolue au fil des rencontres. Un pay-per-view comme Final Battle est donc un événement tournant pour les différentes storylines en cours.

## Matchs
| N°                                                               | Matchs, | Stipulation                                                             | Durée |
| ---------------------------------------------------------------- | --- | ----------------------------------------------------------------------- | ----- |
| Dark                                                             | Andy Ridge bat Alex Payne | Match simple                                                            | 02:48 |
| 1                                                                | Claudio Castagnoli (avec Prince Nana (en) et Ernesto Osiris) bat Rhett Titus, Colt Cabana et Kenny Omega                                                | Four Corners Survival match pour les Pick 6 Contenders Series           | 06:10 |
| 2                                                                | The Embassy (en) (Erick Stevens (en) & Bison Smith (en)) (avec Prince Nana (en) et Ernesto Osiris) battent Delirious (avec Daizee Haze) & Bobby Dempsey | Tag Team match                                                          | 10:12 |
| 3                                                                | Eddie Kingston bat Chris Hero (avec Sara Del Rey & Shane Hagadorn)                                                                                      | Fight Without Honor match                                               | 15:00 |
| 4                                                                | The Young Bucks (Matt Jackson & Nick Jackson) battent Kevin Steen & El Generico                                                                         | Tag Team match                                                          | 17:11 |
| 5                                                                | Kenny King bat Roderick Strong | Match simple pour les Pick 6 Contenders Series                          | 10:33 |
| 6                                                                | Rocky Romero bat Alex Koslov | Match simple                                                            | 11:24 |
| 7                                                                | The Briscoe Brothers (Jay Briscoe & Mark Briscoe) battent The American Wolves (Davey Richards & Eddie Edwards) (c) (avec Shane Hagadorn)                | Tag Team match pour les ROH World Tag Team Championship                 | 22:50 |
| 8                                                                | Jack Evans bat Teddy Hart | Unsanctioned match avec Julius Smokes en tant que Special Guest Referee | 05:31 |
| 9                                                                | Austin Aries (c) contre Tyler Black s'est terminé en Time Limit Draw (60 min time-limit)                                                                | Match simple pour le ROH World Championship                             | 60:00 |
| (c) désigne le(s) champion(s) défendant son titre dans le match. | |                                                                         |       |